# Lipova (Bacău)
Pour les articles homonymes, voir Lipova.
Lipova est une commune roumaine située dans le județ de Bacău.